# Bois-lès-Pargny
Bois-lès-Pargny es una comuna francesa, situada en el departamento de Aisne, de la región de Alta Francia.

## Demografía
| 266 | 256 | 222 | 219 | 194 | 172 | 163 | 200 |
| Para los censos de 1962 a 1999 la población legal corresponde a la población sin duplicidades (Fuente: INSEE [Consultar]) |     |     |     |     |     |     |     |